# Fromental

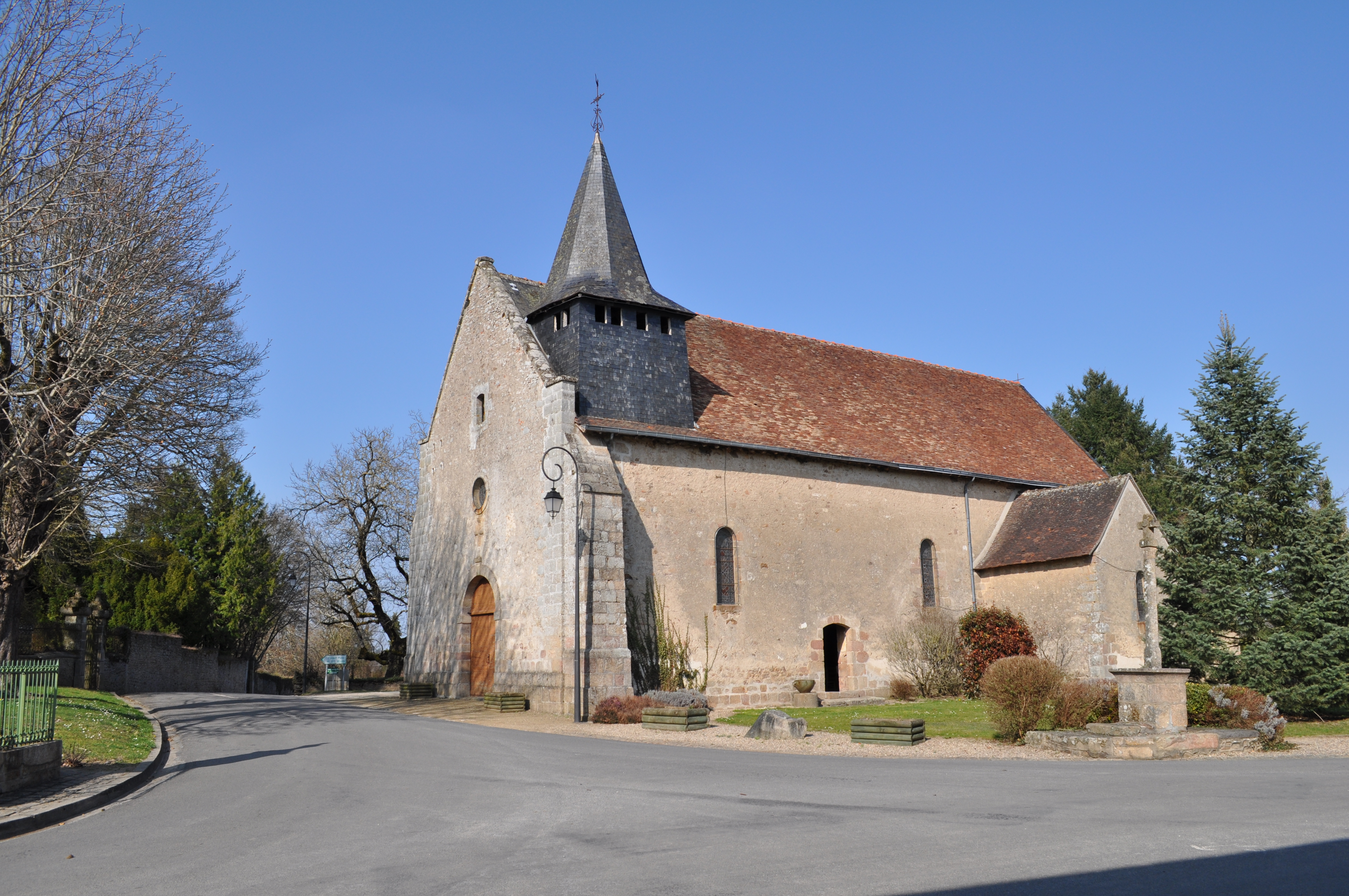
Kościół św. Marcina (2012)

Fromental – miejscowość i gmina we Francji, w regionie Nowa Akwitania, w departamencie Haute-Vienne.
Według danych na rok 1990 gminę zamieszkiwało 530 osób, a gęstość zaludnienia wynosiła 23 osoby/km² (wśród 747 gmin Limousin Fromental plasuje się na 243. miejscu pod względem liczby ludności, natomiast pod względem powierzchni na miejscu 281.).

## Populacja

Populacja Fromental w latach 1962–2008